# Komosa biała
Komosa biała, lebioda (Chenopodium album L.) – gatunek rośliny jednorocznej zaliczany w różnych systemach klasyfikacyjnych do rodziny komosowatych lub szarłatowatych.

## Zasięg geograficzny
Jest gatunkiem kosmopolitycznym rozprzestrzenionym na całym świecie; poza Antarktydą występuje na wszystkich kontynentach i na licznych wyspach (łącznie z Grenlandią i Spitsbergenem). W Polsce jest pospolity na całym obszarze. W górach występuje do tej wysokości, co uprawy rolnicze. Status gatunku we florze Polski: gatunek rodzimy.

## Morfologia
PokrójRoślina o bardzo zróżnicowanej wysokości; w zależności od warunków siedliskowych może osiągać wysokość od 5 cm do 3 m. Cała roślina jest mączysto owłosiona lub naga.
LiścienieMięsiste, owalne, na ogonku o długości do 15 cm. Dolna strona czerwonofioletowa, górna srebrzysta z mączystym nalotem.
ŁodygaWzniesiona, czasami płożąca się, bruzdowana, w nasadzie ogonków liściowych często występuje purpurowa plama. Jest stosunkowo gruba i przeważnie pojedyncza, czasami rozgałęzia się.
LiścieO długości do 12 cm o kształcie i barwie zmieniających się podczas rozwoju rośliny. Młode są podłużnie jajowate, z nierównie ząbkowanymi brzegami i niebieskosine z mączystym nalotem. Starsze mają kształt od owalnego do lancetowatego, są dłuższe jak szersze, długoogonkowe i bardzo zróżnicowane w kształcie. Najwyższe liście na pędzie są całobrzegie i lancetowate. Charakterystyczne jest występowanie u niektórych młodych okazów purpurowoczerwonego zabarwienia wierzchołkowych liści w pobliżu ich nasady.
KwiatyKwiatostan złożony, wyrastający na łodyżkach w kątach liści. Drobne, zielonawe kwiaty, wyrastają w kłębikach, które z kolei tworzą wiechę lub kłos. Kwiaty promieniste, bez podkwiatków. Zbudowane są z 4–5 działek okwiatu, 1 słupka i 5 pręcików. Zalążnia spłaszczona z dwoma znamionami krótszymi od szyjki.
OwocJednonasienne drobne orzechy otoczone zmięśniałym okwiatem. Zawierają soczewkowate, spłaszczone nasiono o średnicy do 1,5 mm. Jest ono czarne, lśniące, gładkie, o ledwo widocznych promienistych żyłkach i drobnych wgłębieniach.

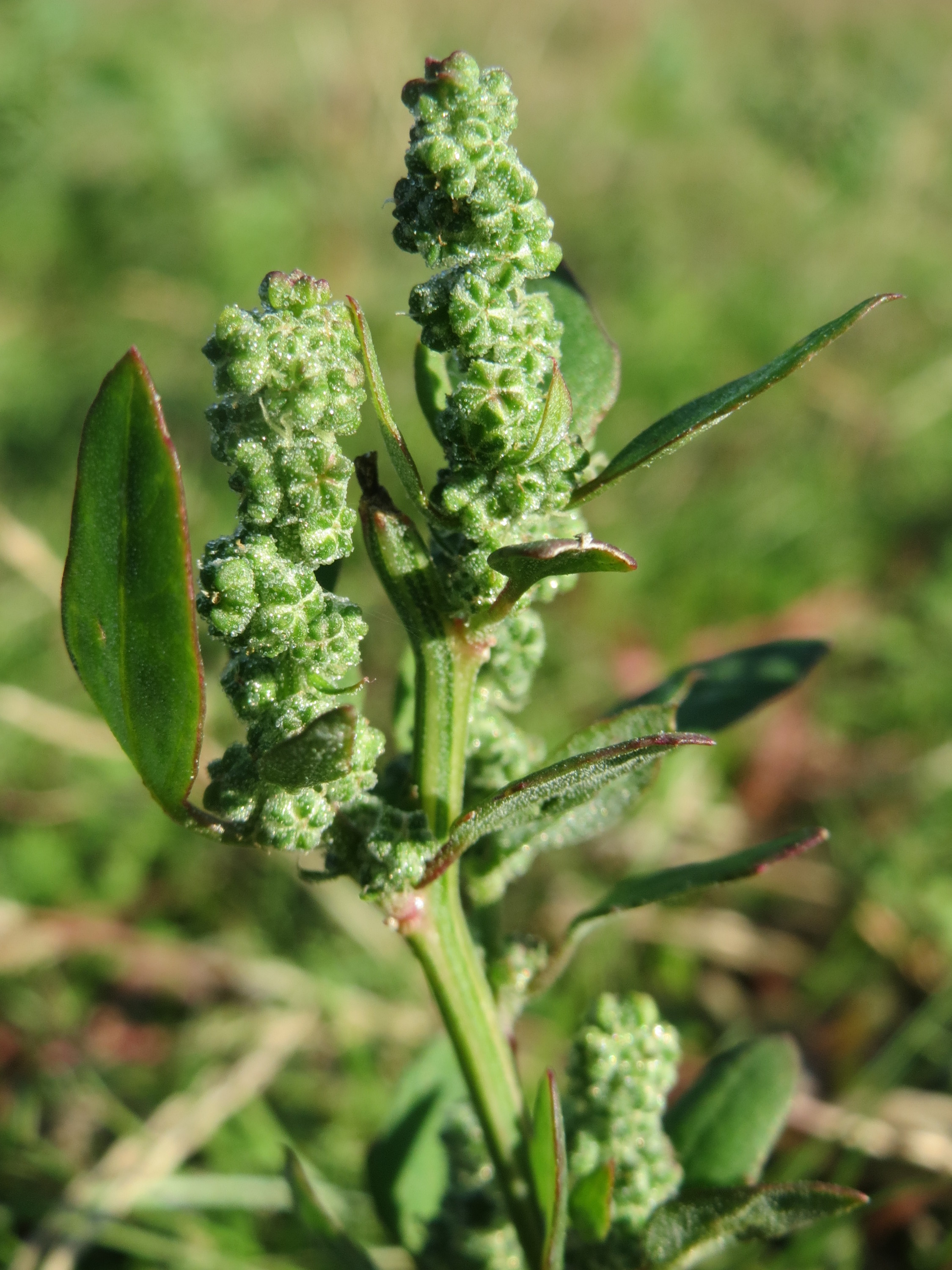
Kwiatostan
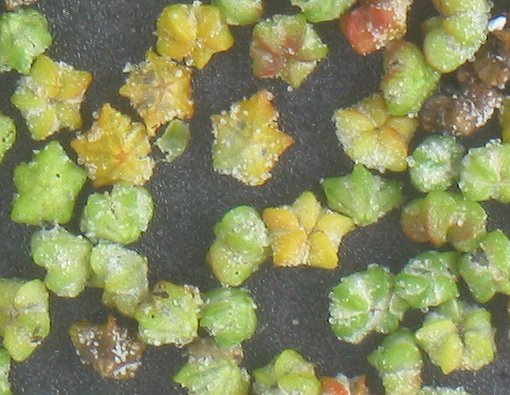
Owoce
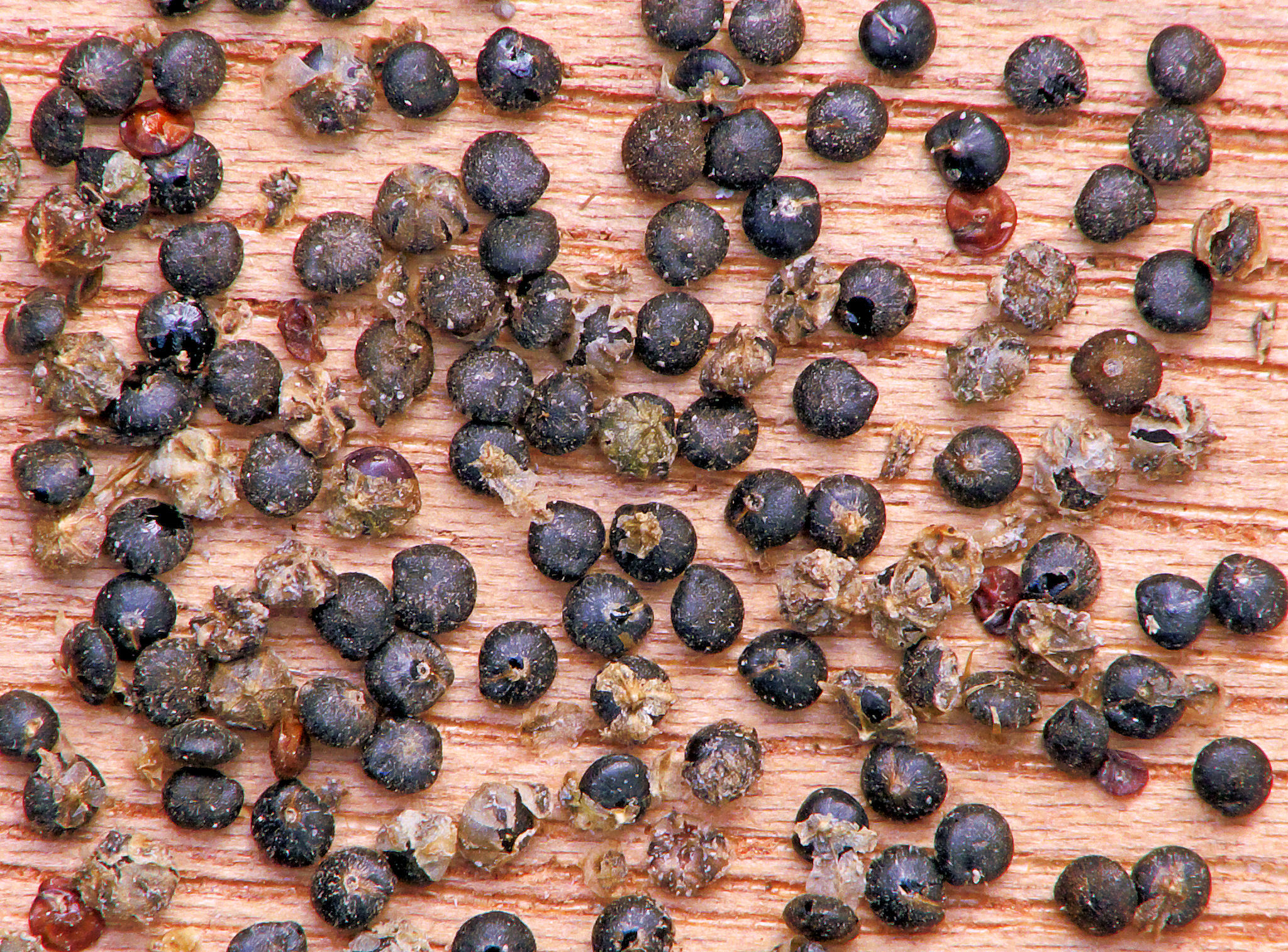
Nasiona
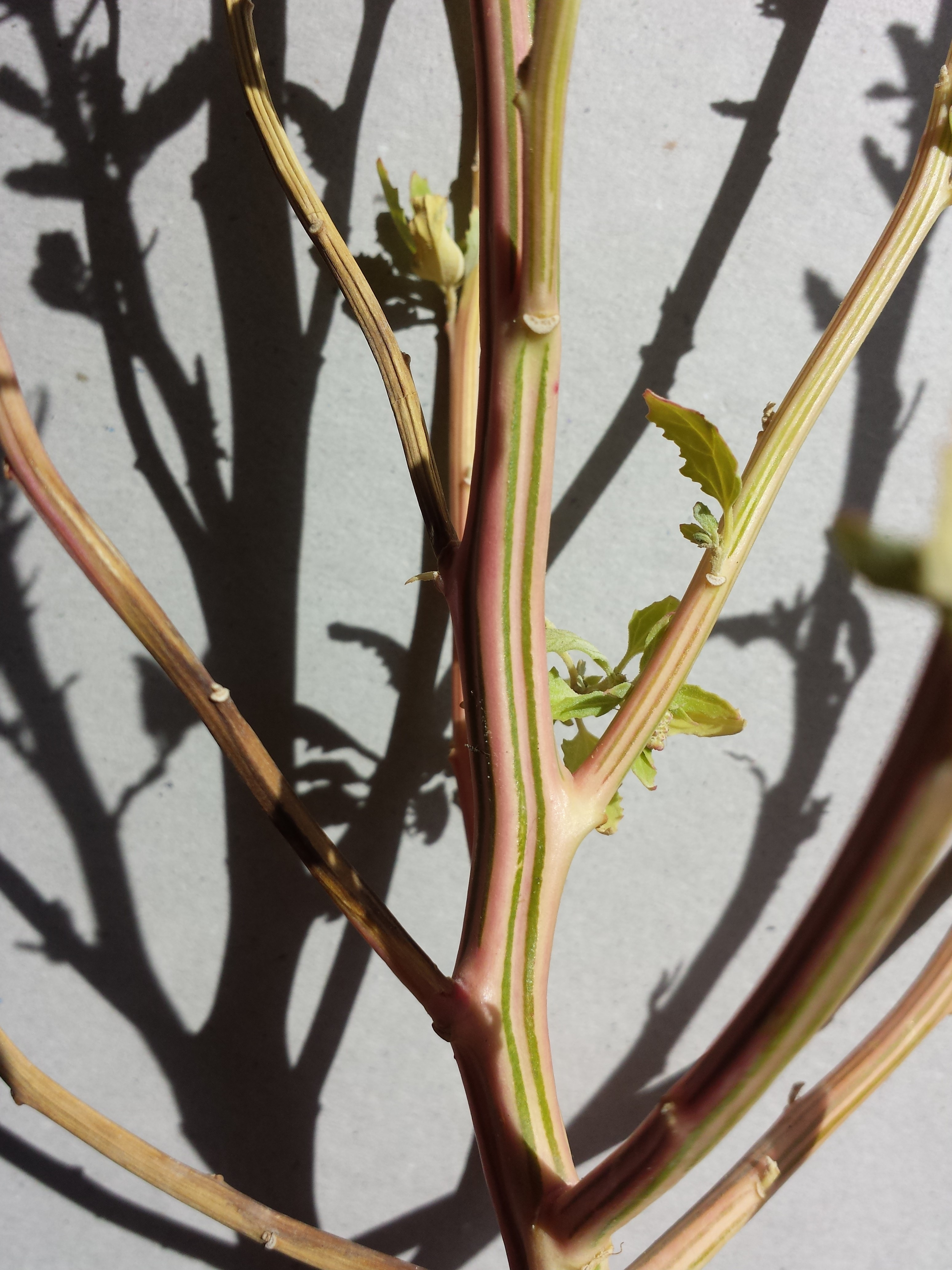
Łodyga

## Biologia i ekologia

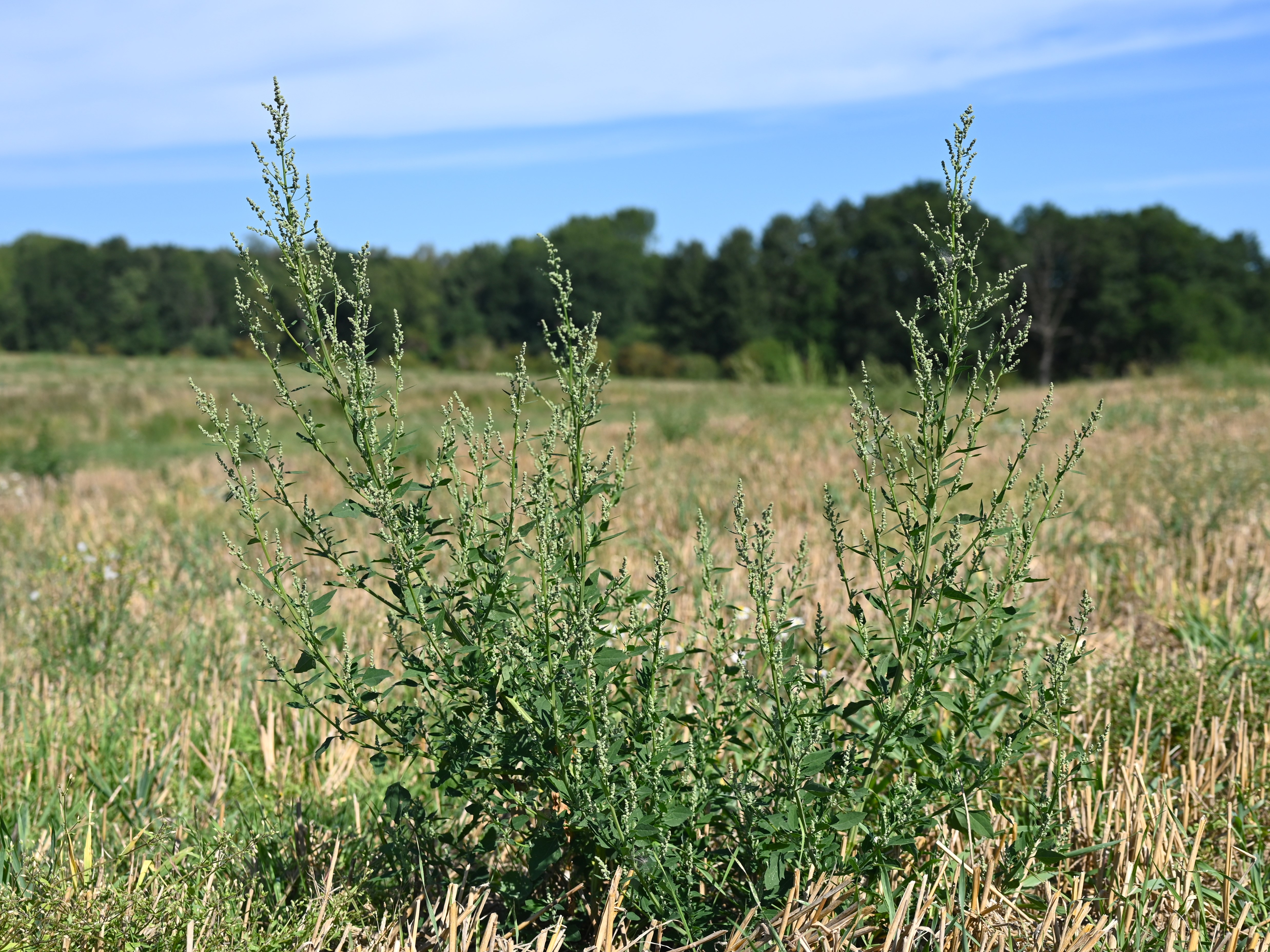
Komosa na rżysku

Roślina jednoroczna. Kwitnie od czerwca do października, jest wiatropylna. Jedna roślina wytwarza około 3 tysiące nasion, ale czasami nawet 20 tysięcy. W glebie zachowują one zdolność kiełkowania przez 10–15 lat, a czasami nawet kilkaset lat. Kiełkują w temperaturze 2–30 °C, optymalna wynosi 15–20 °C.
Gatunek azotolubny i roślina ruderalna, szczególnie często rosnąca na żyznych siedliskach antropogenicznych, zwłaszcza ruderalnych; na przydrożach, śmietniskach, rowach, nieużytkach, terenach kolejowych i poprzemysłowych. Występuje także na siedliskach półnaturalnych: nadrzeczne aluwia i żwirowiska. Jest częstym chwastem w uprawach rolniczych; w burakach, kukurydzy, ziemniakach, roślinach strączkowych, rzepaku jarym, zbożach jarych.
W klasyfikacji zbiorowisk roślinnych gatunek charakterystyczny dla O. Polygono-Chenopodietalia.

## Właściwości toksyczne
Roślina trująca: pędy nadziemne i nasiona zawierają saponiny, kwas szczawiowy, alkaloidy (betacyna, betaksantyna) i kwas oleanolowy. Roślina rosnąca na przeazotowanych glebach łatwo kumuluje azotany. U ludzi, którzy spożyli komosę i przebywali na słońcu pojawiało się uczulenie słoneczne, objawiające się obrzękiem skóry i zmianą jej barwy, biegunką i silnym podnieceniem. Zwierzęta zwykle omijają komosę, jednak stwierdzono przypadki zatruć. U koni następowały drgawki, niemożność przełykania, zaburzenia koordynacji ruchów, spadek ciśnienia krwi i zapaść. U bydła i owiec zatrucie objawiało się brakiem koordynacji ruchów, krwawieniem z pyska, nozdrzy i odbytu.

## Zastosowanie
Roślina uprawna
- W Europie była uprawiana przez ludzi od prehistorycznych czasów aż do XVIII wieku. Obecnie jest lokalnie uprawiana w Azji.
- W uprawach buraków może być wykorzystywana jako roślina pułapkowa dla mszyc, które bardzo chętnie składają na niej jaja.

Roślina lecznicza
- Surowiec zielarski: korzeń i ziele (Herba Chenopodii albi).
- Działanie: wewnętrznie pomaga przy kaszlu i przewlekłym zapaleniu oskrzeli, zewnętrznie stosowana była na rany. Obecnie nie jest używana w ziołolecznictwie.
- Pyłki komosy u osób uczulonych powodują alergię.

Roślina jadalnaNasiona i młode liście są jadalne. Młode liście bywają stosowane zamiast szpinaku. Mają dużo białka (16%), węglowodanów (49%), witaminy C, prowitaminy A. Starsze liście i nasiona są trujące. Łatwo jednak pozbawić je trujących składników – przed spożyciem muszą być gotowane, a wodę po gotowaniu odlewa się. Z nasion można przyrządzać mąkę i kasze. W Europie na tzw. przednówku, oraz w czasie braków żywności podczas I i II wojny światowej była zbierana i wykorzystywana do spożycia, jako warzywo. Podczas oblężenia Leningradu uratowała wielu ludzi przed szkorbutem i śmiercią głodową. Była zbierana i zjadana przez liczne plemiona Indian amerykańskich. W Ameryce Południowej uprawiana jest spokrewniona z nią komosa ryżowa, będąca źródłem pożywnych nasion zbieranych na kaszę.